# Kanton Beaumont-de-Lomagne
Kanton Beaumont-de-Lomagne is een kanton van het Franse departement Tarn-et-Garonne. Kanton Beaumont-de-Lomagne maakt deel uit van het arrondissement Castelsarrasin.

## Gemeenten
Het kanton Beaumont-de-Lomagne omvatte tot 2014 de volgende 18 gemeenten:
- Auterive
- Beaumont-de-Lomagne (hoofdplaats)
- Belbèze-en-Lomagne ( Belbèse tot 6 december 2014 )
- Cumont
- Escazeaux
- Esparsac
- Faudoas
- Gariès
- Gimat
- Glatens
- Goas
- Le Causé
- Lamothe-Cumont
- Larrazet
- Marignac
- Maubec
- Sérignac
- Vigueron

Bij de herindeling van de kantons door het decreet van 27 februari 2014, met uitwerking op 22 maart 2015, werden daar volgende 14 gemeenten aan toegevoegd :
- Angeville
- Bourret
- Castelferrus
- Comberouger
- Cordes-Tolosannes
- Coutures
- Escatalens
- Fajolles
- Garganvillar
- Labourgade
- Lafitte
- Montaïn
- Saint-Arroumex
- Saint-Porquier